# Miha Šimenc
Miha Šimenc, slovenski smučarski tekač, * 21. december 1995, Ljubljana.
Šimenc je za Slovenijo nastopil na zimskih olimpijskih igrah v letih 2018 v Pjongčangu in 2022 v Pekingu. Leta 2022 je dosegel 14. mesto v štafeti 4 × 10 km in 16. mesto na ekipnem šprintu, leta 2018 pa 31. mesto v šprintu. Na svetovnih prvenstvih je nastopil dvakrat, boljši je bil leta 2019, ko je osvojil osmo mesto v ekipnem šprintu in 33. v posamičnem šprintu. V svetovnem pokalu je debitiral 27. novembra 2015 na tekmi v Ruki s 93. mestom. 13. januarja 2018 je s 22. mestom na tekmi v šprintu v Davosu prvič osvojil točke svetovnega pokala, 13. januarja 2019 pa se je z desetim mestom na šprintu v Dresdnu prvič uvrstil v prvo deseterico.
Tudi njegov brat Matej je nekdanji smučarski tekač.